# Злотковская, Луиза
Луиза Злотковская (пол. Luiza Złotkowska; род. 25 мая 1986 года, Милановка) — польская конькобежка. Бронзовый призёр зимних Олимпийских игр 2010 года, серебряный 2014 года и участница зимних Олимпийских игр 2018 года. 2-кратная призёр чемпионата мира, 16-кратная чемпионка и многократная призёр чемпионата Польши. Тренер второго класса по конькобежному спорту.  Выступала за команду "Lks Poroniec".

## Биография
Луиза Злотковская первые шаги сделала в Милановке на санных полозьях, прикрепленных на пластиковые застежки к обуви и каталась с дедом, уже владея фигурными коньками. Во 2-м классе начальной школы её заметил учитель физкультуры и уговорил поехать на тренировку в Варшаву. С 8 лет стала заниматься конькобежным спортом. После школы она ездила на тренировки и возвращалась домой около 19 или 20 часов, делала домашнее задание и ложилась спать. В 10 лет выиграла 3-е место на своих первых соревнованиях в Варшаве. 
В возрасте 14 лет, когда она училась в гимназии решила переехать в Закопане, примерно 300 км от Варшавы, где поступила в школу спортивного мастерства и жила в общежитии при интернате. Её первым тренером был Марек Пандира. Уже в следующем 2001 году участвовала в молодёжном чемпионате Польши, заняв 2-е место в многоборье, и через год дебютировала на юниорском чемпионате мира. В 2003 году впервые выиграла бронзовые медали чемпионата Польши на дистанциях 1000 и 1500 м, и следующие 2 года постоянно была в призах как на отдельных дистанциях, так и в многоборье.
Переломным моментом для Злотковской стал 2006 год, когда она сначала стала чемпионкой Польши на дистанции 5000 м и в командной гонке, а после отправилась в составе сборной на чемпионат Европы в Хамаре и заняла там 23-е место в многоборье. В тот год была сформирована польская женская команда под руководством тренера Евы Белковской, которая стала тренироваться в её родном городе Эльблонге.
В 2007 году Луиза поднялась на 17-е место на чемпионате Европы и участвовала в зимней Универсиаде в Турине, где заняла лучшее 4-е место в командной гонке. На чемпионатах мира на отдельных дистанциях 2007 и 2008 года заняла в командной гонке 7-е и 6-е места соответственно. В 2009 году впервые стала чемпионкой Польши в многоборье и на зимней Универсиаде в Харбине завоевала три бронзовые медали.
На зимних Олимпийских играх в Ванкувере участвовала на трёх дистанциях, стала 34-й на 1500 м, 24-й на 3000 м, в командной гонке стала бронзовой призёркой, совместно с Катажиной Бахледа-Цурусь и Катажиной Возняк.
В 2011 году Луиза выиграла чемпионат Польши в забеге на 3000 м и в многоборье, заняла 9-е место в многоборье на чемпионат Европы в Коллальбо, 19-е место на чемпионате мира в Калгари и 7-е место на чемпионате мира в Инцелле в командной гонке. 
В межсезонье она получила разрыв крестообразной связки и полгода провела в реабилитационном центре, после чего училась кататься снова, одна нога просто не функционировала должным образом. В 2012 году на чемпионате мира в Херенвене стала бронзовым призёром в командной гонке. На дистанции 1500 метров стала 21-й. Через год завоевала серебряную медаль в этой же дисциплине на чемпионате мира в Сочи.
В 2014 году одержала третью победу в многоборье на Национальном чемпионате и на дистанциях 3000 и 5000 м, на чемпионате Европы была 12-й и в феврале на зимней Олимпиаде в Сочи Злотковская завоевала "серебро" в командной гонке, на дистанции 3000 м стала 18-й, на 1000 м - 29-й и на 1500 м - 11-й. В марте участвовала на чемпионате мира в Херенвене и заняла 9-е место в сумме многоборья.
В 2015 году она выиграла на чемпионате Польши 4 золотых медали на отдельных дистанциях и оба многоборья. На чемпионате мира на отдельных дистанциях в Херенвене заняла 6-е место в командной гонке и 9-е места на дистанциях 3000 и 1500 м. На чемпионате мира в Калгари стала 12-й в многоборье. 
Два следующие сезона Злотковская продолжала участвовать в международных соревнованиях, но высоких мест не занимала. В 2018 году на зимней Олимпиаде в Пхёнчхане она заняла на дистанции 3000 м 14-е место, 1500 м - 17-е, в масс-старте 9-е место и 7-е в командной гонке. Следом на чемпионате мира в Амстердаме поднялась на 14-е место в общем зачёте многоборья.
После этого у Злотковской была травма позвоночника, которая привела к тому, что она отказалась от стартов в следующем сезоне. В марте 2020 года Луиза Злотковская объявила о завершении карьеры.

## Личная жизнь
Луиза Злотковская в 2005 году она окончила школу спортивных чемпионов в Закопане, а также в 2011 году окончила Академию физического воспитания в Кракове. В 2013 году она начала работать представителем спортсменов в Олимпийском комитете Польши и Европейском Олимпийском комитете. В феврале 2017 года она была избрана представителем по конькобежному спорту в Комиссии спортсменов Международного союза конькобежцев (ISU).  В 2019 году она была избрана президентом Комитета спортсменов POLADA. Она в паре с польским конькобежцем Яном Шиманьским. Увлекается танцами на пилоне, теннисом, ездой на велосипеде, просмотром фильмов, чтением книг, приготовлением пищи.